# Regietówka
Regietówka – potok, lewy dopływ Zdyni o długości 9,9 km i powierzchni zlewni 16,59 km². 
Potok płynie w Beskidzie Niskim. Jego źródła znajdują się pod głównym karpackim grzbietem wododziałowym. Cieki źródłowe Regietówki zaczynają się na wysokości ok. 720 m n.p.m. na północnych stokach góry Obycz oraz na wysokości ok. 630 m n.p.m. na północnym skłonie Przełęczy Regetowskiej. Spływa generalnie w kierunku północnym przez wieś Regietów, wyginając się jednak w wyraźny łuk ku zachodowi w miejscu, w którym opływa masyw Rotundy. Przybiera sporo drobnych dopływów. Uchodzi do Zdyni w Smerekowcu na wysokości 448 m n.p.m.